# Baeacris descampsi
Baeacris descampsi är en insektsart som först beskrevs av Frédéric Carbonell och Ronderos 1973.  Baeacris descampsi ingår i släktet Baeacris och familjen gräshoppor. Inga underarter finns listade i Catalogue of Life.